# Лилле, Людвик
Людвик Лилле (пол. Ludwik Lille; 23 октября 1897, Подволочиск, Австро-Венгрия — 23 апреля 1957, Париж) — польский живописец, иллюстратор и график, критик еврейского происхождения. Представитель сюрреализма в 1930-е и метафорического искусства в 1940—1950-е годы.

## Биография
Изучал медицину во Львове. В 1918—1919 сблизился с представителями экзистенциализма, группировавшимися вокруг журнала «Zdrój» (Познань).
В 1920 вместе с формистами экспонировал свои работы во Львове, Кракове и Варшаве.
В 1921 переехал в Берлин. Учился в Высшей школе строительства и художественного конструирования, позже вернулся во Львов.
В 1923—1925 — сторонник немецкого стиля «новая действительность».
В 1923—1937 г. занимался иллюстрированием, сценографией, проектировал декорации для спектаклей экспериментальных львовских театров (театр «Семафор», с 1925), руководил молодёжным объединением «Артес» (до 1930), которое провело 12 вернисажей в Западной Украине.
В 1924 работал в студии А. П. Архипенко в Берлине.
Был заместителем председателя, позже председателем профсоюза польских творческих работников
Занимался популяризацией и критикой искусства, вёл передачу на радио.
В 1934 организовал музей еврейского искусства во Львове и был его руководителем.
В 1937 эмигрировал во Францию. Во время немецкой оккупации был членом польской группы французского движения Сопротивления.
После окончания войны — председатель Союза польских художников во Франции и член французского общества художников (Société des Peintres-Graveurs).